# Campeonato Mundial de Ginástica Rítmica de 1985
O XII Campeonato Mundial de Ginástica Rítmica transcorreu entre os dias 10 e 13 de outubro de 1985, na cidade de Valladolid, na Espanha.

## Eventos
- Grupos
- Individual geral
- Arco
- Corda
- Fita
- Maças

## Medalhistas
| Evento           | Ouro                                                                                  | Prata                                                   | Bronze                                                                                           |
| Grupos           | Bulgária · (39,800)                                                                   | União Soviética · (39,575) · Coreia do Norte · (39,575) | nenhuma                                                                                          |
| Individual geral | Diliana Gueorguieva · Bulgária · (39,900)                                             | Lilia Ignatova · Bulgária · (39,800)                    | Bianka Panova · Bulgária · (39,750)                                                              |
| Fita             | Galina Beloglazova · União Soviética · (20,000) · Bianka Panova · Bulgária · (20,000) | nenhuma                                                 | Diliana Gueorguieva · Bulgária · (19,950)                                                        |
| Bola             | Diliana Gueorguieva · Bulgária · (19,950) · Lilia Ignatova · Bulgária · (19,950)      | nenhuma                                                 | Galina Beloglazova · União Soviética · (19,900) · Bianca Dittrich · Alemanha Oriental · (19,900) |
| Maças            | Diliana Gueorguieva · Bulgária · (20,000) · Lilia Ignatova · Bulgária · (20,000)      | nenhuma                                                 | Tatiana Drutchinina · União Soviética · (19,900)                                                 |
| Corda            | Diliana Gueorguieva · Bulgária · (20,000)                                             | Marina Lobatch · União Soviética · (19,900)             | Lilia Ignatova · Bulgária · (19,850)                                                             |

## Quadro de medalhas
| Ordem | País              | Medalha de ouro | Medalha de prata | Medalha de bronze |    |
| ----- | ----------------- | --------------- | ---------------- | ----------------- | -- |
| 1     | Bulgária          | 8               | 1                | 3                 | 12 |
| 2     | União Soviética   | 1               | 2                | 2                 | 5  |
| 3     | Coreia do Norte   |                 | 1                |                   | 1  |
| 4     | Alemanha Oriental |                 |                  | 1                 | 1  |
| TOTAL | TOTAL             | 9               | 4                | 6                 | 19 |